# Ancien atelier Nadar
L'ancien atelier Nadar, situé à Marseille, au no 77 de la Canebière, était le dernier atelier existant de Nadar et le seul studio de photographe professionnel du XIXe siècle subsistant en France. Inscrit aux Monuments historiques en 2012, il s'est effondré dans des circonstances mal élucidées en 2014.

## Histoire

### Atelier de photographie
Gaspard Félix Tournachon, dit Nadar, alors âgé de 77 ans, s'installe à Marseille en 1897, à la suite d'une mésentente avec son fils. Il crée son 4e et dernier studio de photographie au 21, rue Nouailles (actuel 77 de la Canebière). L'atelier occupait un petit immeuble sur 4 niveaux du XVIIIe siècle sur cour, situé derrière un autre petit immeuble qui lui donnait sur la rue et typique des immeubles marseillais du XIXe siècle (Nadar et son épouse vivaient dans des appartements de cet immeuble). Les deux immeubles appartenaient aux Hospices civils de Marseille (aujourd'hui Assistance publique - Hôpitaux de Marseille reçurent l'immeuble en legs en 1850 d'une dénommée Mme Mouries.
Sur tout le dernier étage de l'immeuble sur cour, Nadar avait aménagé son studio de prises de vues sous une grande verrière, les étages inférieurs étaient occupés par les laboratoires de développement.
L'endroit devient un lieu de rendez-vous du Tout Marseille artistique et littéraire. On y croise ainsi souvent les frères Lumière, alors installés à La Ciotat, ou Frédéric Mistral mais aussi de nombreuses personnalités de passage à Marseille qui viennent s'y faire portraiturer. Nadar quitte Marseille en 1903. L'immeuble fut loué ensuite à des photographes, Fred Boissonnas, puis à la famille Détaille, qui avait travaillé avec Nadar, dont trois générations l'occuperont,,.
L'immeuble, bien que mitoyen des Nouvelles Galeries, résista à l'incendie qui détruisit entièrement le grand magasin marseillais le 28 octobre 1938.
Gérard Detaille quitte l'immeuble en 1987,. Il met alors à l'abri les anciennes chambres photographiques, les enseignes d'Antoine Lumière au paraphe de Nadar stylisé et des décors. Certains de ces éléments sont exposés au musée d'histoire de Marseille.

### Désaffectation et reventes
L'atelier reste ensuite désaffecté. Il se dégrade progressivement, mais sans subir de modification majeure, et tombe dans l'oubli. En 1996, l'Assistance publique de Marseille revend les deux immeubles inoccupés à la ville de Marseille, qui le revend l'année suivante au sein d'un lot immobilier à Marseille Aménagement, une société d'économie mixte (SEM) de la vill qui est chargée de la rénovation du centre-ville dans le cadre d'un périmètre de restauration immobilière (PRI). À l'automne 2000, Marseille Aménagement dépose un permis de démolir, bien que l'immeuble est en zone de protection du patrimoine architectural, urbain et paysager et dans un PRI. Marseille Aménagement vend alors les deux immeubles au moment de la fin du PRI en 2009 pour 167 000 euros, l'acheteur souhaitant en faire des logements pour étudiants. Le nouveau propriétaire souhaite les transformer intégralement, mais en 2011, l'architecte des bâtiments de France s'y oppose. L'immeuble est finalement inscrit aux monuments historiques le 20 juillet 2012. Pendant ce temps, Gérard Detaille souhaitr y installer une maison de la photographie.

### Destruction
Le 15 juin 2014, l'immeuble s'effondre, une information révélée par le site Marsactu.
Des agents des Affaires culturelles se voient alors refuser l'accès au site, auquel ils ne peuvent accéder que le 19 août. Ils constatent la disparition complète de l'immeuble, dont les deux derniers niveaux qui semblaient avoir résisté à l'effondrement, et que tout avait été déblayé. Ce même mois, la Direction régionale des Affaires culturelles (DRAC) remet un rapport au préfet Michel Cadot, demandant aux autorités « l'ouverture d'une enquête préliminaire afin de déterminer les conditions d'effondrement et de disparition de tout le corps de bâtiment constituant l'atelier proprement dit et afin de déterminer le caractère organisé et volontaire ou pas, la négligence volontaire ou pas de cette destruction. ». Le préfet dépose plainte pour destruction volontaire de monument historique en octobre 2014. Un inspecteur général des Affaires culturelles se déplace et « son rapport conclut aux mêmes observations accablantes ». Sans nouvelles de sa plainte initiale, la DRAC en dépose une seconde, un an après l'effondrement, le 16 juin 2015. Le journal La Marseillaise  évoque en mai 2016 l'enlisement de la procédure.